# Grusonia emoryi
Grusonia emoryi ist eine Pflanzenart in der Gattung Grusonia aus der Familie der Kakteengewächse (Cactaceae). Das Artepitheton emoryi ehrt den US-amerikanischen Major William Hemsley Emory der von 1850 bis 1854 für die Vermessungsarbeiten an der mexikanischen Grenze verantwortlich war. Trivialnamen sind „Cursed Cholla“ und „Devil Cholla“.

## Beschreibung
Grusonia emoryi wächst niedrigbleibend und bildet reich verzweigte Matten von 15 bis 30 Zentimeter Höhe. Die Wurzeln sind faserig. Die gebogenen keulenförmigen, zu ihrer Basis hin allmählich oder abrupt verschmälerten Triebabschnitte sind 7 bis 19 Zentimeter lang und weisen Durchmesser von 2,5 bis 5 Zentimeter auf. Sie sind mit auffälligen 2 bis 5 Zentimeter langen Höckern besetzt. Die kreisrunden Areolen sind mit weißer bis grauer Wolle und gelben bis braunen Glochiden besetzt, die 5 bis 7 Millimeter lang sind. Die gelben, rötlich braunen oder ockerfarbenen ausgebreiteten Dornen sind regelmäßig über die Triebe verteilt oder befinden sich nur an den Areolen in der Nähe der Triebspitzen. Die oberen drei bis fünf Dornen, manchmal ist nur ein einzelner vorhanden, sind aufsteigend, spreizend und kantig bis abgeflacht bis fast drehrund. Die unteren drei bis fünf Dornen sind spreizend und scharfkantig bis abgeflacht.
Die gelben Blüten erreichen Längen von 2 bis 3 Zentimeter. Die zylindrischen bis ellipsoiden, gelben Früchte sind fleischig und mit dichten gelben Glochiden besetzt. Sie sind 4 bis 9 Zentimeter lang und weisen Durchmesser von 1,4 bis 4 Zentimeter auf.

## Verbreitung, Systematik und Gefährdung
Grusonia emoryi ist in den Vereinigten Staaten im Südosten von Arizona, im Südwesten von New Mexico und im Süden von Texas sowie im mexikanischen Bundesstaat Chihuahua in der Vegetation der Chihuahua-Wüste in Höhenlagen von 900 bis 1220 Metern verbreitet.
Die Erstbeschreibung als Opuntia emoryi erfolgte 1856 von George Engelmann. Donald John Pinkava stellte die Art 1999 in die Gattung Grusonia.  Weitere nomenklatorische Synonyme sind Cactus emoryi (Engelm.) Lem. (1868) und Corynopuntia emoryi (Engelm.) M.P.Griff (2003).
In der Roten Liste gefährdeter Arten der IUCN wird die Art als „Least Concern (LC)“, d. h. als nicht gefährdet geführt. Die Entwicklung der Populationen wird als stabil angesehen.

## Nachweise